# Punica fides
La locuzione latina Punica fides, tradotta letteralmente, significa fedeltà cartaginese.
Il termine si basa sul nome con cui i romani chiamavano i cartaginesi, poeni, cioè puni, il quale deriva a sua volta dal greco φοίνικες (phoinikes), cioè fenici (dai quali i cartaginesi discendevano).
Nella cultura romana antica questo termine era sinonimo di non mantenere la parola, di mala fede, di fedeltà ambigua e sospetta. Infatti i Romani consideravano i Cartaginesi, loro acerrimi nemici, infidi e ingannatori.
In realtà questa espressione non era la realtà assoluta, ma era molto condizionata dal patriottismo e dalla propaganda interni di Roma, sia durante il periodo delle guerre puniche che successivamente.
Cartagine era vista come il nemico per eccellenza dai romani, soprattutto durante la Seconda guerra punica in cui le truppe di Annibale sconfissero per quattro volte consecutive Roma e fecero temere un assedio dell'Urbe, generando così forti sentimenti di revanscismo nella popolazione che sarebbero perdurati a lungo.
Per queste ostilità i nemici cartaginesi venivano così spesso dipinti in maniera empia e negativa. Poiché della civiltà cartaginese non sono rimaste tracce, dato che la città venne distrutta dopo la Terza guerra punica, sono pervenute a noi poche fonti su di loro, inevitabilmente filtrate dall'ottica dei vincitori, i romani, che non potevano essere indulgenti nel descrivere la città contro la quale vennero consumati anni di guerra e innumerevoli vite.
Ciò sfociò inoltre in una certa propaganda di tipo nazionalistico, esaltando le virtù e le qualità dei romani in opposizione ai difetti e alle meschinità che attribuivano al nemico, in questo caso Cartagine.
Anche fra gli storiografi non-romani le testimonianze sulla cultura cartaginese sono spesso in disaccordo.
Addirittura in alcuni casi furono invece i romani che violarono i patti stipulati coi cartaginesi. Ad esempio la Prima guerra punica scoppiò dopo che i romani accorsero in aiuto dei briganti mercenari Mamertini di Messina, occupata dai cartaginesi, nonostante esistesse un trattato che delimitava le sfere d'influenza delle due grandi città, imponendo ai romani di non sbarcare in Sicilia e di non interferire con gli affari cartaginesi, che a loro volta rinunciavano a pretese sull'Italia ed inviarono aiuti a Roma nella guerra contro Pirro in funzione anti-greca.
Inoltre alla fine della guerra Roma approfittò dell'instabilità interna di Cartagine, impegnata nella rivolta dei mercenari, per occupare con la forza le isole di Sardegna e di Corsica, nonostante la tregua.
Fra gli storici antichi le testimonianze giunte a noi sono spesso in disaccordo fra di loro. Fra di essi, Polibio e Plutarco tracciano il ritratto più negativo dei cartaginesi, definendoli servili e immorali, mentre Aristotele ne elogiava il sistema politico e l'onestà mercantile e alcuni frammenti di Magone esprimono pareri positivi sulla cultura cartaginese.